# François Rabbath
François Rabbath (* 12. März 1931 in Aleppo) ist ein französischer Komponist und Kontrabassist syrischer Herkunft.

## Leben
Rabbath wurde in eine musikalische Familie geboren. Er hatte sechs Brüder und drei Schwestern; mit 13 Jahren entdeckte er den Kontrabass, als einer seiner Brüder ein Instrument nach Hause brachte und ihm erlaubte, damit zu experimentieren. Als die Familie nach Beirut im Libanon zog, fand er eine alte Ausgabe von Édouard Nannys Kontrabassschule in einer Schneiderei und begann, sich auf der Grundlage des Buches das Spielen selbst beizubringen (was mühevoll war, da er weder Noten lesen konnte noch die französische Sprache beherrschte). Nach sechs Jahren in Beirut hatte er genügend Geld gespart, um nach Paris aufzubrechen, wo er am Pariser Konservatorium studieren wollte. Trotz sehr kurzer Vorbereitungszeit bestand er das Probevorspiel von allen Teilnehmern als Bester. Sein Aufenthalt am Konservatorium war jedoch nur von kurzer Dauer, da er schnell merkte, dass er nicht nur den anderen Studenten, sondern auch den Dozenten technisch voraus war.
In Paris begann er, seinen Lebensunterhalt als Begleiter für Musiker wie Jacques Brel, Charles Aznavour, Gilbert Bécaud, Michel Legrand, Bousquet und einige weitere zu verdienen. 1963 nahm er sein erstes Soloalbum auf, Bass Ball (wiederveröffentlicht mit dem Folgealbum als New Sound of Jazz).
Von 1964 an begann er, Musik für Film und Theater zu komponieren. Gleichzeitig begann er, zuerst in Frankreich, dann in ganz Europa Solokonzerte zu spielen. Sein Amerikadebüt gab er 1975 in der Carnegie Hall mit Ornette Coleman. Er begleitete auch Tülay German.
1978 traf Rabbath den amerikanischen Komponisten und Kontrabassisten Frank Proto, mit dem er auch das Album Four Scenes after Picasso (2005) aufgenommen hat. 1980 bat das Cincinnati Symphony Orchestra Proto, für Rabbath ein Solo-Konzert zu schreiben, das Concerto No. 2 für Kontrabass und Orchester, das 1981 in Cincinnati uraufgeführt wurde. Zwei Jahre später bat Houston Symphony Proto, ein weiteres Werk für Rabbath zu schreiben; The Fantasy for Double Bass and Orchestra feierte 1983 in Houston Premiere. Rabbath führte das Werk seitdem rund um den Globus auf. Ihre dritte Zusammenarbeit, Carmen Fantasy, war als Werk für Kontrabass und Klavier konzipiert; Rabbath trug es erneut zuerst in Cincinnati im Juli 1991 mit Proto als Begleiter am Klavier vor.
Rabbath wird als einer der großen Virtuosen auf dem Kontrabass angesehen. Er hat eine vierbändige Nouvelle technique de la contrebasse verfasst, die sich von der Schule von Franz Simandl nicht nur im Gebrauch der Greifhand, sondern auch in der besonderen Aufmerksamkeit auf die Bogenführung unterscheidet.

## Werke

### Schriften und Notenveröffentlichungen
- Nouvelle Technique de la Contrebasse, Paris, Alphonse Leduc, 1977–1984.
- « Solos for the Double Bassist » (Breiz, Ibérique Peninsulaire, Equation, Poucha Dass, Kobolds, Papa Georges, Sete Quate, Ode d’Espagne, Concerto in one part, Creasy Course, Lise), Cincinnati, Liben Music Publishers, 1979, 1995.
- Concerto No. 3, Cincinnati, Liben Music Publishers, 1987.
- Prades, dans « A Family Album », Cincinnati, Liben Music Publishers, 1990.
- « Two Miniatures » (Incantation pour Junon, Reitba), Cincinnati, Liben Music Publishers, 1992.

### DVD
- Carte Blanche à François Rabbath
- Art of the Bow (Avant Bass, 2005, produziert von Hans Sturm)
- Bach à la quarte (INIT Editions-Productions, 2008)
- Art of the Left Hand (Avant Bass, 2010, produziert von Hans Sturm)

### Diskographische Hinweise
- The Sound of a Bass (Philips, 1963)
- Bass Ball (Philips-Mercury, 1963)
- François Rabbath N° 2 (Philips, 1965)
- Multibasse (Emen, 1974)
- Sazmorphosis (Emen, 1978)
- Live in Paris (QCA/Red Mark, 1980)
- Rabbath Plays Bach (QCA Red Mark/Liben, 1982)
- Rabbath Plays Proto (Red Mark/Liben, 1986)
- 70 (Emen, 1990)
- Dialogues and Meditations (Emen, 1990)
- Live Around the World (Emen, 1990)
- Bach, Vivaldi, Bizet, Rabbath (Emen, 1995)
- François Rabbath en concert : contrebasse & orchestre (Emen, 1996)
- In a Sentimental Mood (King Productions, 2004)
- Carmen! (2005)
- Bach: Suites pour violoncelle seul à la contrebasse (Solstice 2012)

## Filmografie (Auswahl)
- 1966: Véra – Regie: Francis Moran
- 1967: Ballade für einen Hund (Ballade pour un chien) – Regie: Gérard Vergez
- 1968: La Cage de Pierre – Regie: Pierre Zucca
- 1969: Ténèbres – Regie: Claude Loubarie
- 1969: The Deep – Regie: Orson Welles (unvollendet)
- 1970: Le bateau sur l’herbe – Regie: Gérard Brach
- 1971: Omer Pascha (Fernseh-Serie)
- 1973: Vaudou – Regie: Jean Luc Magneron
- 1973: Une saison dans la vie d'Emmanuel – Regie: Claude Weisz
- 1975: Vincent mit l’âne dans un pré (et s’en vint dans l’autre) – Regie: Pierre Zucca
- 1977: Black Out – Regie: Philippe Mordacq
- 1978: Pour une poignée de cacahuètes – Regie: Gabriel Chahine
- 1990: Der Goldtropfen (La goutte d'or) – Regie: Marcel Bluwal
- 2003: Zaman – Der weite Weg nach Bagdad (Zaman, l'homme des roseaux) – Regie: Amer Alwan